# Marion Kopperud
Marion Kopperud, född 27 januari 1929 i Kolbotn, är en norsk grafiker.
Kopperud var elev till Aage Storstein och Alexander Schultz. Hennes färgraderingar med collage är ofta inspirerade av aktuella ämnen i tiden.